# Ernest Waterlow
Sir Ernest Albert Waterlow, (24 mai 1850-25 octobre 1919) est un peintre britannique.

## Biographie

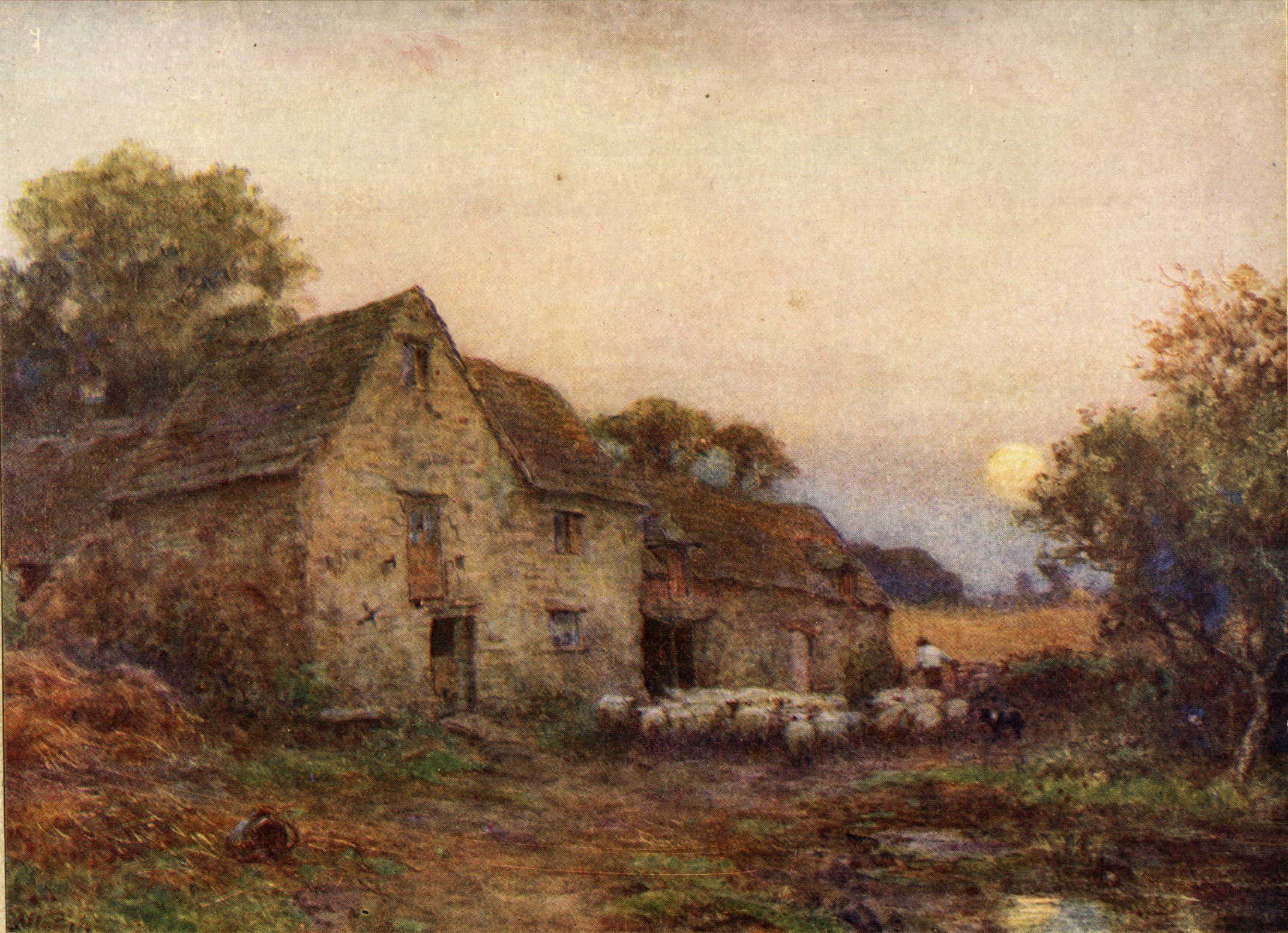
La Lune des Moissons d'Ernest Albert Waterlow

Waterlow est né à Londres et reçoit l'essentiel de son éducation artistique dans les écoles de la Royal Academy, où, en 1873, il remporte la médaille Turner pour la peinture de paysage. Il est le neveu de Sir Sydney Waterlow.
Il est élu associé de la Royal Watercolour Society en 1880, membre en 1894 et président en 1897 ; associé de la Royal Academy en 1890 et académicien en 1903.
Il commence à exposer en 1872 et réalise un nombre considérable d'admirables paysages, à l'huile et à l'aquarelle, traités avec grâce et distinction. L'un de ses tableaux, Galway Gossips, fait partie de la collection Tate.
Il est fait chevalier dans les honneurs du couronnement de 1902, recevant l'accolade du roi Édouard VII au palais de Buckingham le 24 octobre de la même année.
Waterlow est mort à Hampstead en 1919.